# Oraovac (Prijepolje)
Pour les articles homonymes, voir Oraovac.
Oraovac (en serbe cyrillique : Ораовац) est un village de Serbie situé dans la municipalité de Prijepolje, district de Zlatibor. Au recensement de 2011, il comptait 261 habitants.
Oraovac est également connu sous le nom d'Orovac.

## Démographie

### Évolution historique de la population
| 1948 | 1953 | 1961 | 1971 | 1981 | 1991 | 2002 | 2011 |
| ---- | ---- | ---- | ---- | ---- | ---- | ---- | ---- |
| 293  | 308  | 365  | 385  | 357  | 362  | 336  | 261  |

|  |